# 光之舞
光之舞（Team iLuminate）是一個來自洛杉磯的發光服飾舞團。此舞團於全美一叮第六季中表演而聞名，最終取得該季第三名。
舞者穿着黑色服飾在黑暗中表演，依靠身上的電致發光線及發光二極管來顯示舞蹈。不同舞者的發光管會按預先編寫的程序而發亮，
造成不同的舞台效果。

## 外部連結
- 官方網站
- 光之舞的Facebook專頁
- 光之舞的X（前Twitter）